# Melanoseps
Genre
Melanoseps est un genre de sauriens de la famille des Scincidae.

## Répartition
Les espèces de ce genre se rencontrent en Afrique subsaharienne.

## Liste des espèces
Selon The Reptile Database (25 octobre 2012) :
- Melanoseps ater (Günther, 1873)
- Melanoseps emmrichi Broadley, 2006
- Melanoseps longicauda Tornier, 1900
- Melanoseps loveridgei Brygoo & Roux-Estève, 1982
- Melanoseps occidentalis (Peters, 1877)
- Melanoseps pygmaeus Broadley, 2006
- Melanoseps rondoensis Loveridge, 1942
- Melanoseps uzungwensis Loveridge, 1942

## Publication originale
- Boulenger, 1887 : Catalogue of the Lizards in the British Museum (Nat. Hist.) III. Lacertidae, Gerrhosauridae, Scincidae, Anelytropsidae, Dibamidae, Chamaeleontidae. London, p. 1-575 (texte intégral).